# Klimatångest
Klimatångest är ett samlingsbegrepp för naturliga känslomässiga reaktioner på klimatförändringarna. Undersökningar har visat att befolkningen i Sverige såväl som i andra länder oroar sig mycket för klimatförändringar. Känslorna kan omfatta oro, stress, rädsla, sorg, ilska och frustration. Klimatångest är inte en psykisk sjukdom utan handlar om starka känslor som uppstår av insikt om klimatförändringarnas konsekvenser. Fenomenet är relativt nytt inom psykiatrin. Ibland dyker begreppet upp i samband med psykoser, men betydligt vanligare är att den tar sig uttryck som katastroftankar inför framtiden, ångest, oro, hopplöshet och/eller depression – ofta i kombination med en känsla av maktlöshet. Känslorna kan även leda till engagemang och hopp. Det är  ovanligt med patologisk eller signifikant hög nivå av klimatångest. Upplevd klimatångest hänger ofta samman med allmän ångest eller ängslighet, vilket innebär att människor som upplever ångest eller ängslighet över andra saker är överrepresenterade.
Kimatångest betecknas som realångest som inte kräver professionell behandling utifrån att klimatförändringarna är ett reellt hot som blir allt mer allvarligt. Detta till skillnad från så kallad irrationell ångest som behandlas med psykoterapi eller läkemedel eller bådadera. Medmänskligt stöd vid kriser kan dock underlätta livet för de som drabbas av klimatångest.
För att kunna hantera de starka känslorna av oro som kan komma när vi drabbas av insikt om det allvarliga läget, är det en fördel att samtidigt känna hopp. Känslan av hopp om framtiden kan nämligen "buffra" oro och minska risken för sämre livskvalitet.
När hälsoeffekterna av klimatförändringar diskuteras, lyfts ofta fysiska sjukdomar fram, exempelvis spridning av tropiska sjukdomar. Forskare varnar också för en ökning av psykiska problem. Till exempel kan bara vetskapen om att klimatförändringarna pågår och att de orsakas av människan, leda till ökad oro och nedstämdhet. Barn anses vara extra utsatta för denna psykiska press men även vuxna drabbas.

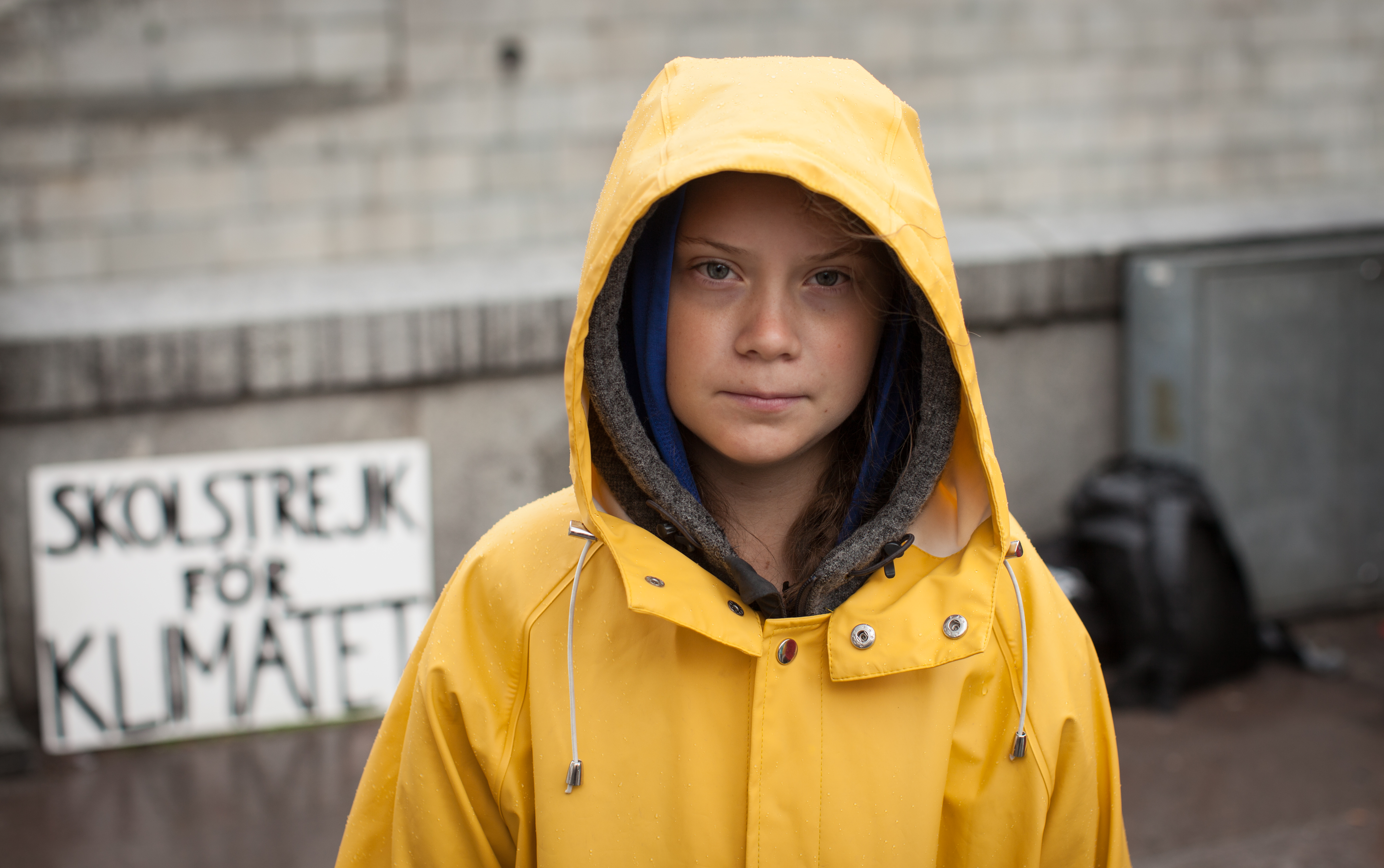
Greta Thunberg

Greta Thunberg oroade sig under sina tidiga skolår starkt över miljö- och klimatfrågor. Detta bidrog till att hon genomgick en svår depression, men senare beslutade sig för att i stället gå till handling.